# CS Politehnica Iași (handbal)
Politehnica Unistil Iași este un club de handbal din Iași, România. În prezent echipa joacă în Divizia A a campionatului masculin. Începând cu sezonul 2015-2016 echipa este antrenată de Costel Schender.